# Jacques de Durnay
Jacques de Durnay, ou Jacques de Durnes, ou encore Jacques de Chacenay, né vers 1170 et mort après 1244, est seigneur de Durnes en comté de Bourgogne. Il est probablement le fils de Thomas de Chacenay ou de Huguette de Chacenay, dame de Durnes et sœur de ce dernier.

## Biographie

### Origines
Le site de « Durnay » a d'abord été estimé être par les historiens du XIXe siècle un fief situé à Vendeuvre, consistant en une maison-forte entourée de fossés et avec quelques dépendances, et disparu au XVIIIe siècle. Ce n'est qu'à la fin du XXe siècle que l'historien Henri de Faget de Casteljau idendifie les seigneurs de Durnay avec ceux de Durnes, dans l'actuel département du Doubs. Ce serait donc plutôt le nom de ces seigneurs qui aurait donné le toponyme du fief de Vendeuvre.
Les noms de « Durnay » et de « Durnes » étaient utilisés indifféremment au cours du Moyen Âge, mais auraient par la suite été stabilisés, ou francisés, différemment au cours des siècles en Champagne et en Bourgogne.
La filiation de Jacques de Durnay reste incertaine. Selon divers historiens du XXe siècle, il subsiste deux hypothèses probantes :
- il serait le fils de Thomas de Chacenay, et donc petit-fils de Jacques Ier de Chacenay et de son épouse Agnès de Brienne. Mais cette hypothèse n'explique pas comment il serait devenu l'héritier de sa tante Huguette, dame de Durnes, pour cette seigneurie ni pourquoi il n'est pas davantage possessionné dans la seigneurie de Chacenay[5],[6].
- il serait le fils de Huguette de Chacenay, la première de sa famille à avoir prix le nom de « Durnay », et de son époux le sire de Durnes, et donc petit-fils d'Agnès de Brienne. Cette hypothèse explique comment il devient seigneur de Durnes, mais n'explique pas pourquoi il utilise régulièrement le nom de « Chacenay ». D'autant plus que l'identité du père de Huguette pose question, car il pourrait s'agir de Jacques Ier de Chacenay, mais aussi du possible second époux d'Agnès de Brienne, Jean de Salmaise, issu d'une branche cadette de la famille de Mont-Saint-Jean[6].

### Début de carrière
Jacques de Durnay est cité pour la première fois dans une charte en 1179. Plus tard, en 1189, il défend les intérêt de son oncle Érard Ier de Brienne, alors parti combattre en Terre sainte lors de la troisième croisade, dans un litige avec l'évêque de Langres. Puis en 1196, il donne de concert avec sa mère des biens à Morchamps et Bussières à l'abbaye de la Grâce-Dieu. Tous ces lieux sont relativement proches les uns des autres ainsi que de Durnes, ce qui démontre que dès cette période, Jacques de Durnay possède déjà des intérêts dans le comté de Bourgogne.
C'est à partir de 1199 qu'il prend officiellement le titre de seigneur du Durnay dans ses actes.
Très proche des Brienne, avec qui il est cousin, Jacques est dès 1213 le gouverneur de ce comté pour Jean de Brienne, alors à Acre où il est devenu roi de Jérusalem à la suite de son mariage avec Marie de Montferrat,.

### Départ en Terre sainte
Il part ensuite en Terre sainte auprès de son cousin qui lui confie le poste de maréchal de Jérusalem, même si son travail dans cette charge ne semble pas avoir été apprécié.
Il combat par la suite au siège de Damiette de 1218 pendant la cinquième croisade aux côtés du roi Jean de Brienne, mais également auprès de nombreux croisés champenois venus prêter main-forte aux latins, dont son fils aîné Gérard Ier de Durnay ainsi que son beau-frère Milon IV du Puiset, comte de Bar-sur-Seine, et du fils de celui-ci Gaucher du Puiset. Mais ces deux derniers trouvent la mort en 1219, et Jacques de Durnay rentre en Champagne, probablement après la prise de Damiette et le retrait de Jean de Brienne de la croisade, précédé par son fils revenu prendre possession du comté de Bar-sur-Seine au nom de sa mère, sœur de Milon du Puiset.
Toutefois, celui-ci, avant de partir en croisade, avait engagé son comté auprès de la comtesse-régente de Champagne, Blanche de Navarre, afin de financer son expédition. Afin qu'elle puisse être remboursée, Jacques de Durnay ainsi que les autres bénéficiaires de Milon du Puiset, doivent céder à la comtesse leurs parts d'héritage en échange de divers biens.

### Fin de carrière
Trois années après son retour, il parvient à obtenir de la comtesse Blanche de Navarre en échange de sa part du comté de Bar-sur-Seine des terres au voisinage de l'abbaye de Clairvaux, dont notamment les villages de Baroville, Maranville et Rennepont, au milieu desquels il fait bâtir le château de Grosnay (ou de Gronnay).

### Vie monastique
Après le décès de son épouse Agnès du Puiset, situé avant 1234, Jacques de Durnay se retire de la vie séculière et devient moine à l'abbaye de Clairvaux.
Il apparait encore dans des actes de cette abbaye en 1240 concernant une transaction avec Eudes de Clefmont puis en 1244 à propos d'un litige avec Élisabeth de Grancey.
La date de son décès n'est pas connue et il est très probablement inhumé dans cette abbaye.

## Mariage et enfants
Il épouse Agnès du Puiset, fille du comte de Bar-sur-Seine Hugues IV du Puiset et de son épouse Pétronille de Bar-sur-Seine, avec laquelle il a quatre enfants :
- Gérard Ier de Durnay, qui succède à son père ;
- Huet de Durnay, probablement mort jeune sans union ni postérité ;
- Marguerite de Durnay, religieuse à l'abbaye de Jully-les-Nonnains ;
- Alix de Durnay, qui épouse Geoffroy, seigneur de Cirey-sur-Blaise.